# Glen Gauthier
Glen Gauthier (* vor 1965) ist ein kanadischer Tonmeister.
Glen Gauthier wuchs im kanadischen Peterborough, Ontario, auf. Mit 18 Jahren zog er nach Toronto und wurde Ende der 1970er Jahre als Tontechniker und Tonassistent beim Film aktiv. Er gründete sein eigenes Tonstudio Noise Boys Inc. Seit Anfang der 1990er Jahre ist er als Tonmeister (Sound Mixer) tätig. Alles in allem war er an mehr als 100 Produktionen beteiligt.
Für seine Arbeit an dem Film Shape of Water wurde er 2018 für den Oscar für den Besten Ton sowie für den British Academy Film Award nominiert.

## Filmografie (Auswahl)
- 1997: Mimic – Angriff der Killerinsekten (Mimic)
- 1999: EXistenZ
- 2001: The Score
- 2001: Schiffsmeldungen (The Shipping News)
- 2003: Open Range – Weites Land (Open Range)
- 2005: Der Babynator (The Pacifier)
- 2005: Vier Brüder (Four Brothers)
- 2005: A History of Violence
- 2005: Dark Water – Dunkle Wasser (Dark Water)
- 2007: Talk to Me
- 2008: Max Payne
- 2010: Repo Men
- 2012: Total Recall
- 2013: Pacific Rim
- 2013: Carrie
- 2014: RoboCop
- 2015: Pixels
- 2015: Poltergeist
- 2015: Spotlight
- 2015: Crimson Peak
- 2016: My Big Fat Greek Wedding 2
- 2017: Shape of Water – Das Flüstern des Wassers (The Shape of Water)